# Jacinto Almadén
Jacinto Almadén (né le 1899 à Almadén et décédé en 1968 à Igualada) est un chanteur espagnol de flamenco.

## Biographie
Il fait ses débuts en 1918 au Kursaal Magdalena de Madrid et s'installe dans cette ville, où il se produit le soir dans des clubs et des cafés. Il partage la scène dans les années 1920 et 1930 avec Antonio Chacón, Angelillo, Guerrita, Pepe Marchena, Consolo La Trianera ou Cigarrera. En 1939, il participe à un spectacle avec Juanito Valderrama au Teatro Pavón de Madrid et, après plusieurs années de chant et de tournées, il rejoint le ballet de Pilar López, dirigé par Manolo El Malagueño.
Entre 1948 et 1961, il se produit avec José Cepero, El Culata, Pepe de Badajoz, Vargas Araceli, Antonio Arenas, Soledad Miralles, Carmen Mora ou El Güito. En 1962, il réalise ses premiers enregistrements à l'étranger, à Paris, et au cours des dernières années de sa vie, les voyages et les enregistrements en France se multiplient. C'est également à cette époque qu'il commence à recevoir divers hommages, comme celui qui est célébré au célèbre tablao madrilène Las Cuevas de Nemesio, en 1965, ou à La Unión en 1968. Il donne des récitals au Théâtre de la Comédie de Madrid, à Sorbonne Université et au Théâtre des Nations, tous deux à Paris, et décède précisément alors qu'il rentrait de Bordeaux à Madrid, dans un accident de la route à Igualada.

## Discographie
- 1958 : Jacinto Almadén (série de 5 EP avec Pepe Badajoz à la guitare)
- 1988 : El Niño de Almadén (Le Chant du monde)

#### Anthologies
- 1958 : Los Ases del Flamenco vol. 2, (EMI, avec Melchor de Marchena)
- 1954 : Antología del Cante Flamenco, édité par Hispavox, avec Pedro el del Lunar à la guitare)
- 1969 : Riches heures du flamenco (Le Chant du monde, avec Pepe de la Matrona, Pedro Soler et La Joselito)

## Filmographie
- El escándalo (José Luis Sáenz de Heredia, 1943)
- El crimen de la calle de las bordadoras (Edgar Neville, 1946)
- El crímen de Pepe Conde (José López Rubio, 1946)
- Oro y marfil (Gonzalo Delgrás, 1947)

Une chanson de Jacinto Almadén figure dans la bande originale du film Caravaggio, réalisé par Derek Jarman en 1986.